# اولیویه سارکوزی
پیر اولیویه سارکوزی (متولد ۲۶ مه 1969) یک بانکدار فرانسوی ساکن در ایالات متحده است. برادر ناتنی او نیکلا سارکوزی، رئیس‌جمهور پیشین فرانسه است.

## آغاز زندگی
سارکوزی در پال سارکوزی دو ناگی بوکا، نجیب‌زاده ای از نسب مجارستان و کریستین دو گانای که خود از تبار فرانسوی بود، به دنیا آمد. پدر او قبلاً متأهل بود و از همسر اول خود سه فرزند داشت، از جمله نیکولاس، که سارکوزی در ابتدا کودکی هر هفته با او دیدار می‌کرد. د گانای در حالی که سارکوزی ۷ ساله بود، از پال سارکوزی جدا شد و سپس با یک دیپلمات آمریکایی ازدواج کرد. او باقی دوران کودکی و نوجوانی خود را در خارج از فرانسه، در زامبیا، مصر و یک مدرسه شبانه‌روزی در انگلستان زندگی کرد. سارکوزی بعداً در دانشگاه سنت اندروز تحصیل کرد و در آنجا موفق به دریافت مدرک کارشناسی ارشد در تاریخ قرون وسطی شد.

## پیشه
در سال ۱۹۹۰، سارکوزی توسط بانک سرمایه‌گذاری آمریکایی دیلون، رد و شرکت استخدام شد. وی سه سال بعد آنجا را رها کرد و به Credit Suisse First Boston ملحق شد، و در آنجا چند مقام ارشد از جمله مدیر عامل در گروه موسسات مالی را متقبل شد.
در حالی که در CSFB بود، سارکوزی بهواکوویا در یکپارچه کردن برابر با First Union و تدافع همزمان در برابر پیشنهاد دشمنانه رقابتی سان‌تراست بانک , Dime Bancorp در ادغام با واشینگتن میچوال , CoreStates Financial در فروش به First Union و ولز فارگو در ادغام آن توصیه کرد. با Norwest Corporation و خرید First Interstate و دیگران.
در ژانویه ۲۰۰۳، او به بانک سرمایه‌گذاری یوبی‌اس پیوست، جایی که وی رئیس جهانی گروه موسسات مالی بود. در UBS، وی در معاملات دیگری مانند تلاش سالی مای برای خصوصی‌سازی و کمکهای بعدی، فروش ۲۱ میلیارد دلاری ای‌بی‌ان آمرو از بانک LaSalle به بانک آمریکا، ادغام ۱۷ میلیارد دلاری ملون با بانک نیویورک، چارلز کار کرد. فروش شواب تراست ایالات متحده به بانک آمریکا، فروش ۳۶ میلیارد دلاری MBNA به بانک آمریکا، خرید ۱۴ میلیارد دلاری Wachovia از Southtrust، فروش ۷ میلیارد دلاری تجارت ملی به Suntrust و ادغام ۶ میلیارد دلاری Regions Financial با ۶ میلیارد دلار با Union Planters .
سارکوزی مسئول کمکهای ۲٫۹ میلیارد دلاری CIBC و کمکهای مالی ۳٫۰ میلیارد دلاری Sallie Mae بود. وی همچنین به عنوان بخشی از دفاع موفقیت‌آمیز خود در برابر پیشنهاد مناقصت دشمنانه North Fork برای کمکهای مالی بانک فدرال گلندیل، به عنوان مشاور برتر در معاملات قابل توجه دیگر از جمله قرارداد خصوصی Dime Bancorp در اوراق بهادار ترجیحی و سایر اوراق بهادار Warburg Pincus عمل کرد. قائم مقام بزرگ‌ترین سرمایه در آن زمان در تاریخ است. در ۳ مارس ۲۰۰۸، او به عنوان سرپرست و مدیرعامل گروه خدمات مالی جهانی گروه کارلایل منصوب شد. وی در ماه مه ۲۰۱۶ از آن سمت کناره‌گیری کرد. سارکوزی عضو هیئت مدیره ساکن در شهر نیویورک، BankUnited است.

## زندگی خصوصی
در دهه ۱۹۹۰، سارکوزی با شارلوت برنارد، نویسنده مد آزاد و نویسنده کتاب‌های کودکان، که در پاریس بزرگ شده بود، ازدواج کرد. آنها توسط برادر ناتنی او، نیکولاس، که در آن زمان شهردار نوئیل-سور-سن بود، ازدواج کردند. آنها دو فرزند به نام‌های مارگوت و ژولین دارند. سارکوزی و برنارد قبل از جدایی در سال ۲۰۱۰ ۱۴ سال بود که ازدواج کرده بودند و سال بعد طلاق آنها غایی شد.
سارکوزی در مه ۲۰۱۲ با ماری-کیت اولسن ، طراح مد و بازیگر پیشین کودک، رابطه برقرار کرد. این دو در ۲۷ نوامبر ۲۰۱۵، در یک منزلگاه خصوصی در شهر نیویورک ازدواج کردند. در آوریل سال ۲۰۲۰، اولسن تقاضا طلاق داد.